# Agro giuglianese
L'agro giuglianese è un territorio della pianura campana situato a nord-ovest del capoluogo della città metropolitana di Napoli. Il territorio è composto dall'insieme dei comuni di Giugliano in Campania, Qualiano, Villaricca, Marano di Napoli, Mugnano di Napoli e Calvizzano, un tempo ad economia prevalentemente agricola, che ruotano attorno a Giugliano, il centro più grande ed importante, che ha una popolazione di quasi 130.000 abitanti.

## Storia
L'area storico-geografica è quella dei Campi Leborini o Liburia, la parte più fertile della Campania felix. Abitata fin dai tempi antichi dagli Osci e dai Romani, fu poi soggetta, durante il medioevo, al Ducato di Napoli e poi al Regno di Napoli. Nel 1806, a seguito della riforma amministrativa di Giuseppe Bonaparte, fu abolito il sistema feudale per far spazio alle nascenti amministrazioni comunali. Sotto il Regno delle Due Sicilie si diede impulso allo sviluppo della zona grazie al potenziamento degli assi viari. In particolare, venne tracciata la Nuova via Campana, che con il Ponte Surriento scavalca l’alveo dei Camaldoli, e,  inoltre, venne realizzata via Santa Maria a Cubito che, con i suoi ponti sulle valli, mette in comunicazione Capodimonte con la zona giuglianese. Negli anni trenta e quaranta nella zona costiera vi era una grande azienda agricola diretta dalla ONC (Opera nazionale combattenti) dismessa all'inizio della seconda guerra mondiale.

## Economia
L'economia del territorio, per buona parte, continua ad essere di tipo agricolo, sebbene siano presenti diversi stabilimenti industriali nelle zone ASI. Grazie alla sua buona posizione geografica, è un importante centro di scambio per i prodotti ortofrutticoli, infatti, i prodotti dei mercati che si trovano a Giugliano, Marano e Melito raggiungono numerosi centri italiani ed europei.

## Popolazione
Il comune maggiormente popolato è quello di Giugliano in Campania, mentre quello meno popolato è Calvizzano.
| Comune                | Abitanti | Anno abitanti    | CAP   |
| --------------------- | -------- | ---------------- | ----- |
| Calvizzano            | 12.582   | 31 dicembre 2024 | 80012 |
| Giugliano in Campania | 124.633  | 31 dicembre 2024 | 80014 |
| Marano di Napoli      | 57.639   | 31 dicembre 2024 | 80016 |
| Mugnano di Napoli     | 35.231   | 31 dicembre 2024 | 80018 |
| Qualiano              | 24.652   | 31 dicembre 2024 | 80019 |
| Villaricca            | 31.355   | 31 dicembre 2024 | 80010 |
| Melito di Napoli      | 36.143   | 31 dicembre 2024 | 80017 |

## Prodotti tipici agricoli
- Mela annurca (IGP)
- Mozzarella di bufala campana (DOP)
- Fagiolo tondino di Villaricca[4]
- Capocollo[5]